# エドモントンLRT

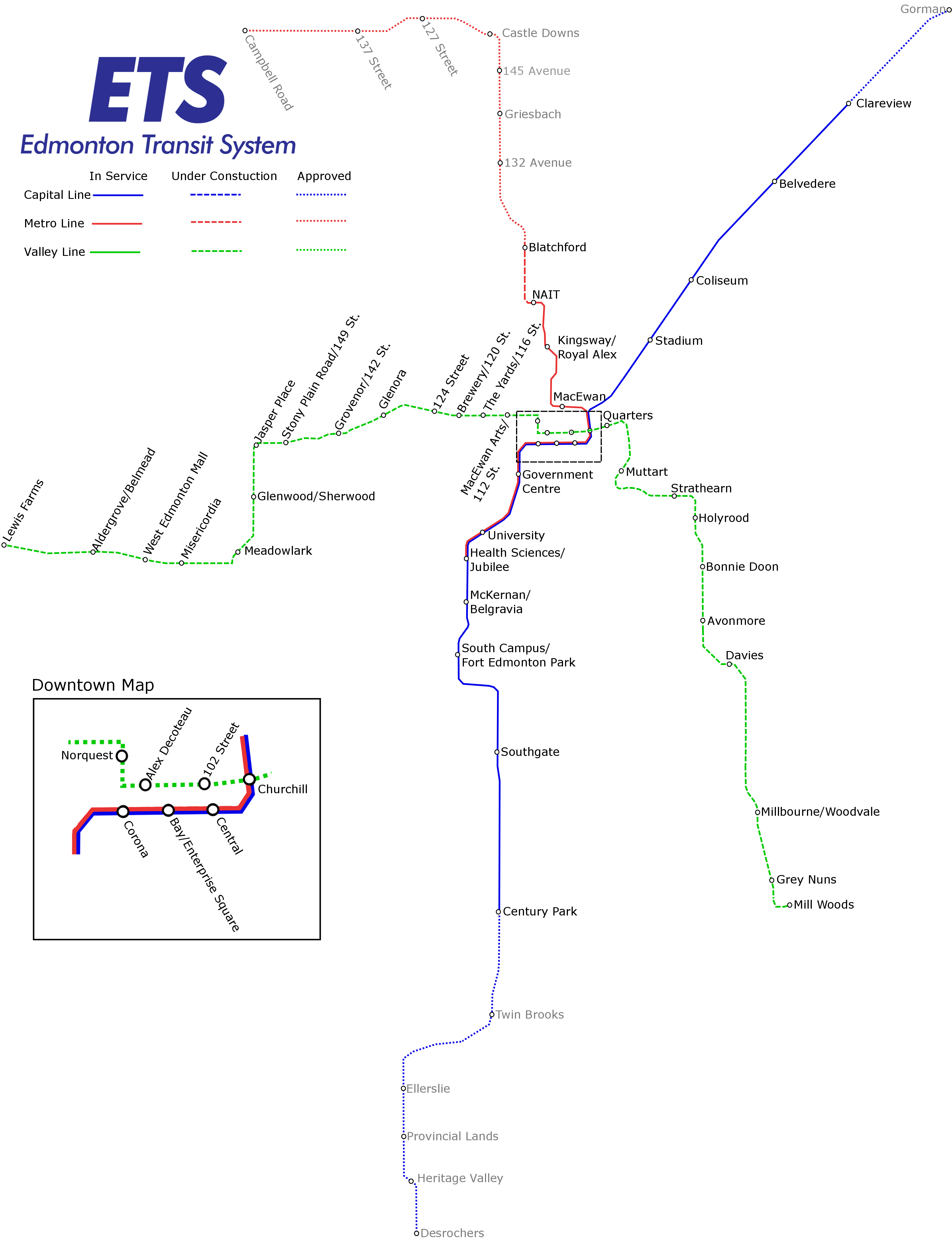
エドモントンLRT計画路線図

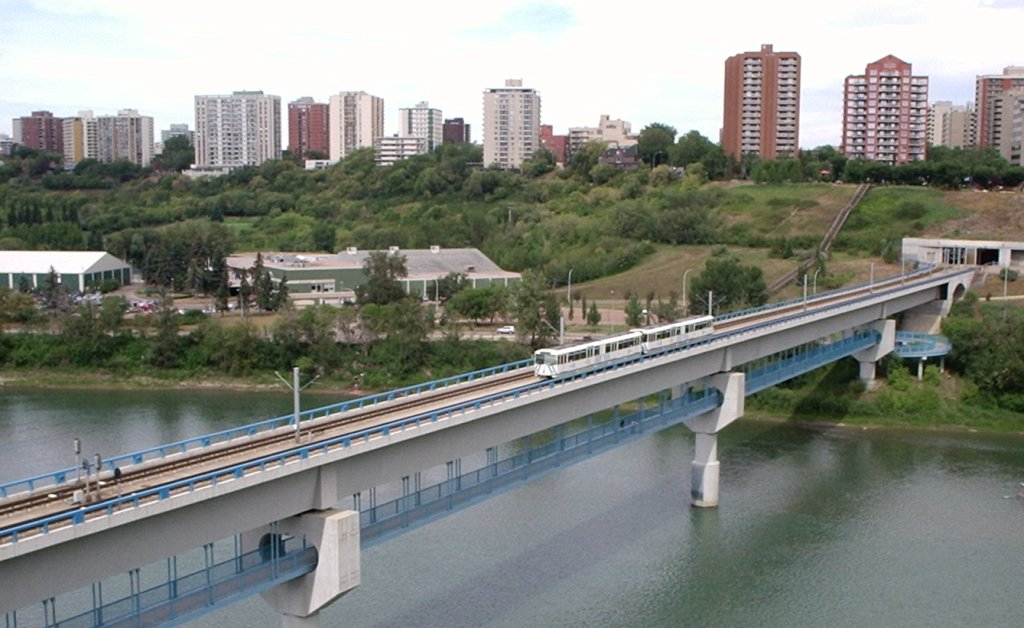
川を渡るLRT電車

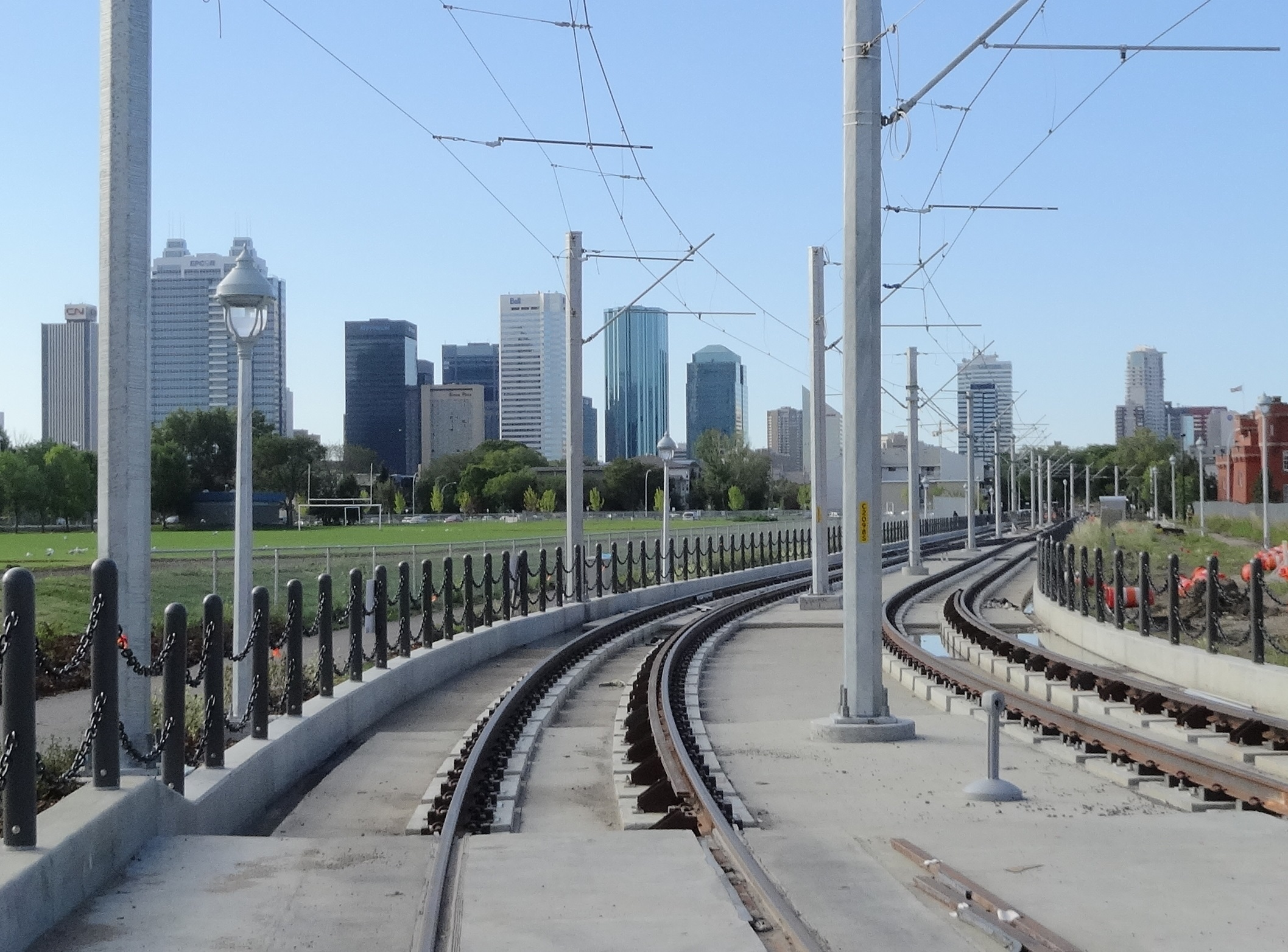
メトロラインの路線

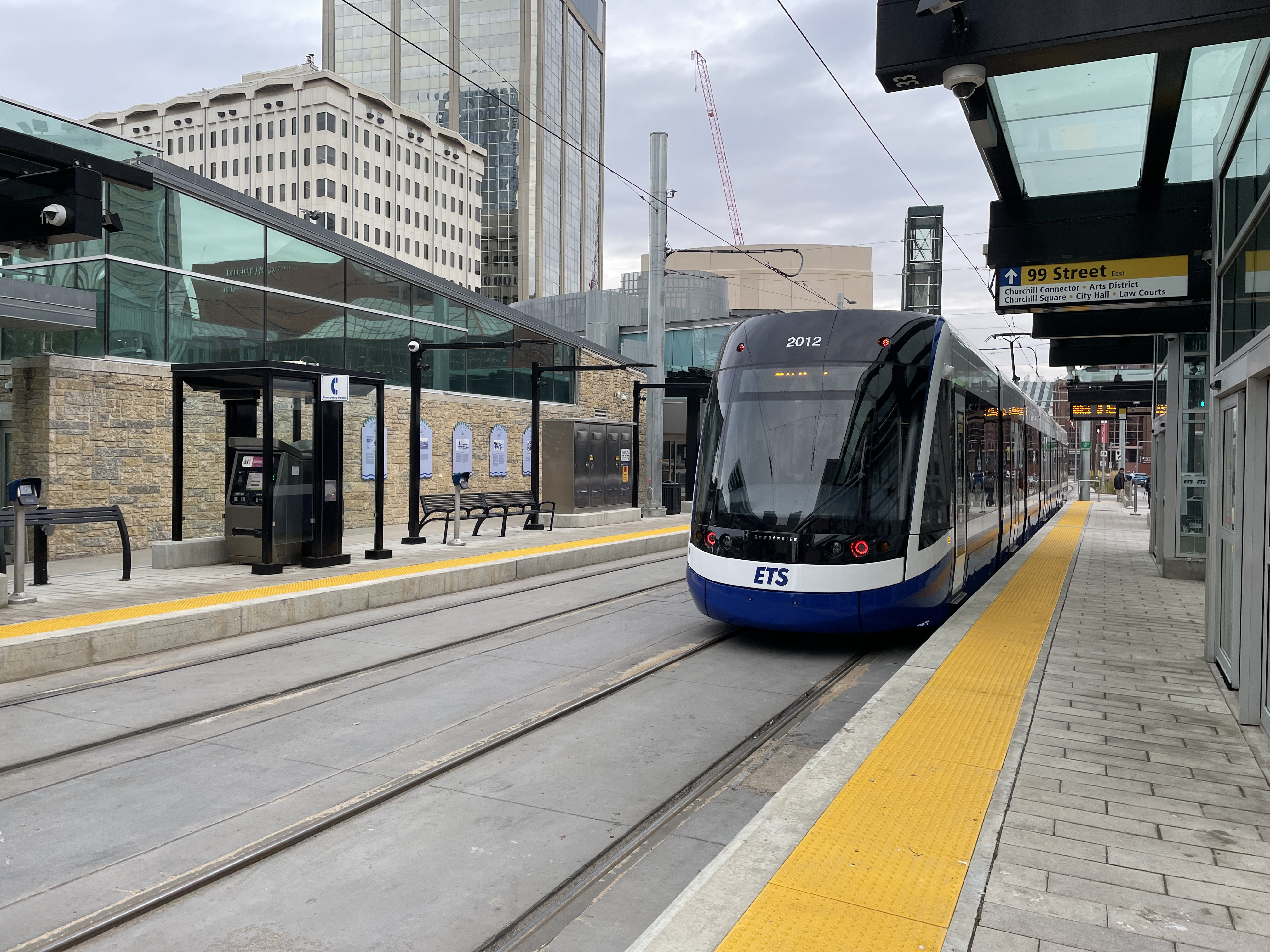
超低床車両のヴァレー線

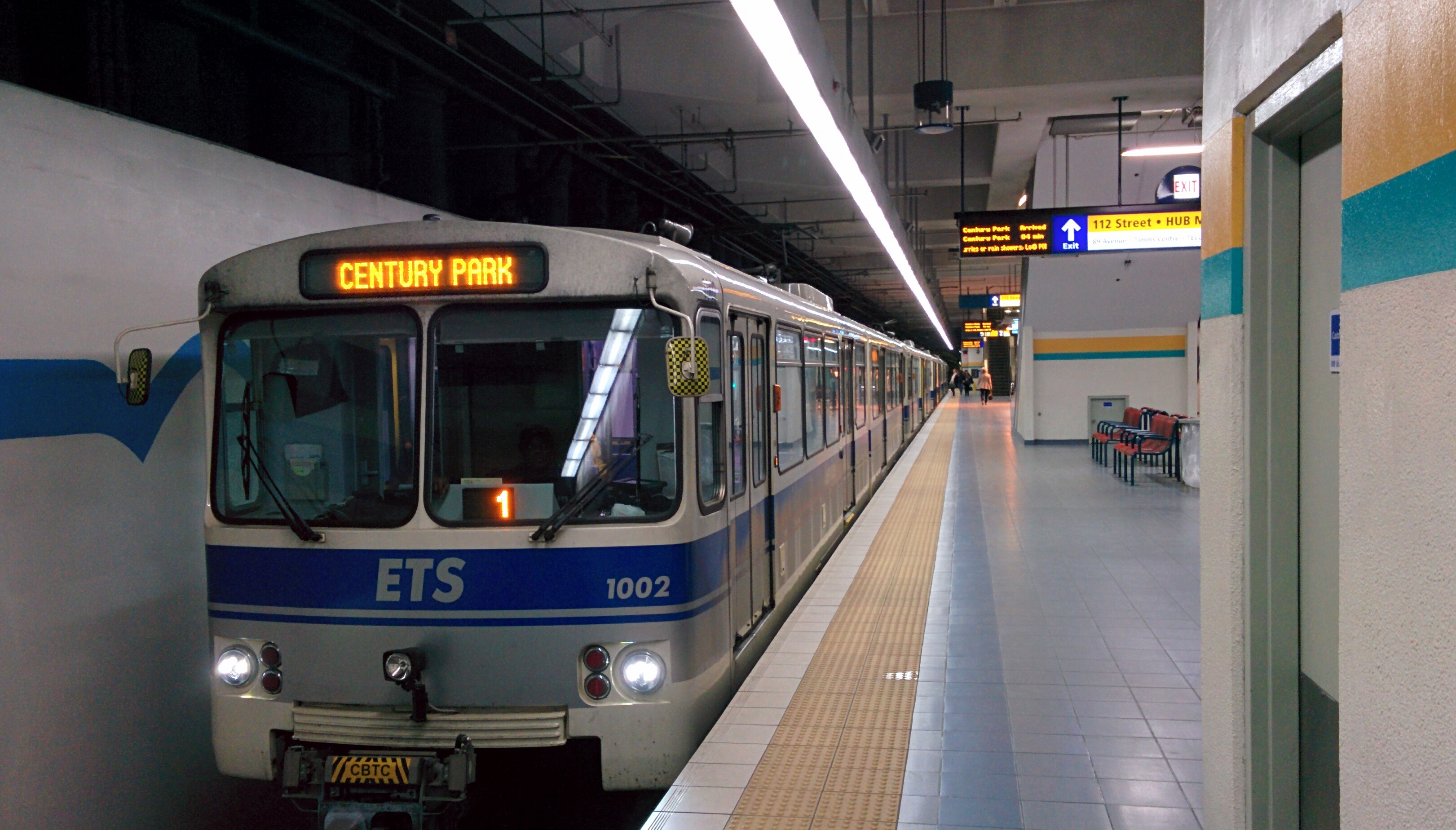
シーメンス車両 Duewag U2

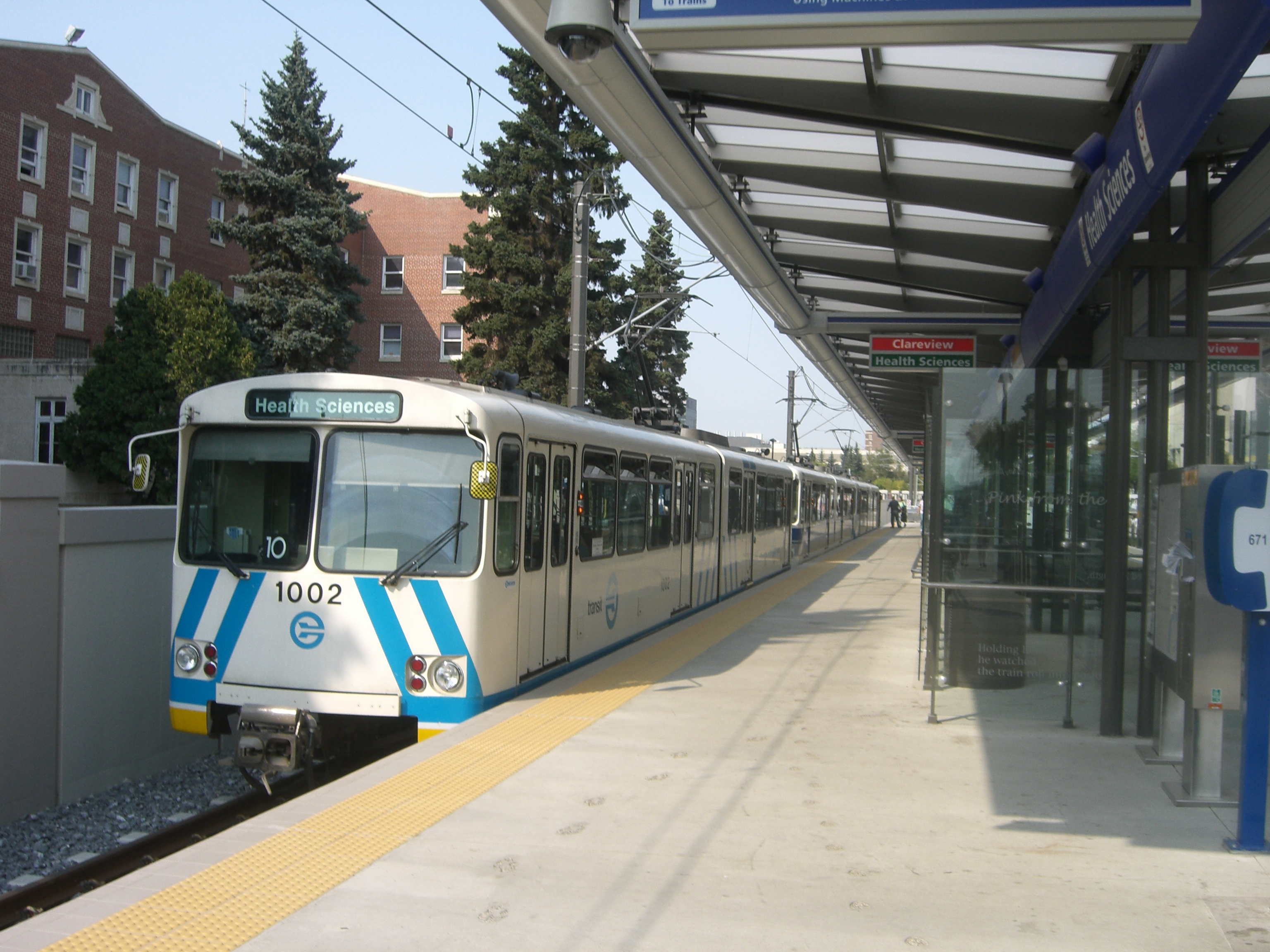
ヘルス・サイエンシス駅に停車する旧型車輌（Siemens–Duewag U2型）

エドモントンLRT（英：Edmonton Light Rail Transit、略称：Edmonton LRT）は、カナダのアルバータ州エドモントンにあるライトレール鉄道路線に与えられた名称で、エドモントン・トランジットシステム (ETS) のもとで運営されている。アメリカ連邦交通省都市大量輸送局 (U.S. Urban Mass Transit Association: UMTA) によって1972年に制定されたLRT（Light Rail Transit）の概念に基づいて新規に整備されたライトレール（LRT）の草分けとして知られている。

## 概要
1974年に建設が始まり、1978年に開通した。現在まで延伸が続けられており、2022年現在、3路線、総延長24.3km、18駅で運行されている。全部で5路線が計画されている。将来的にはウエストエドモントンモールやエドモントン国際空港などへの延伸も計画されている。
現在の路線は、高床車輌に対応するよう各駅のプラットフォームは作られている。車輌はSiemens–Duewag U2とシーメンスSD-160（2009年より）を用いている（双方とも高床型）。

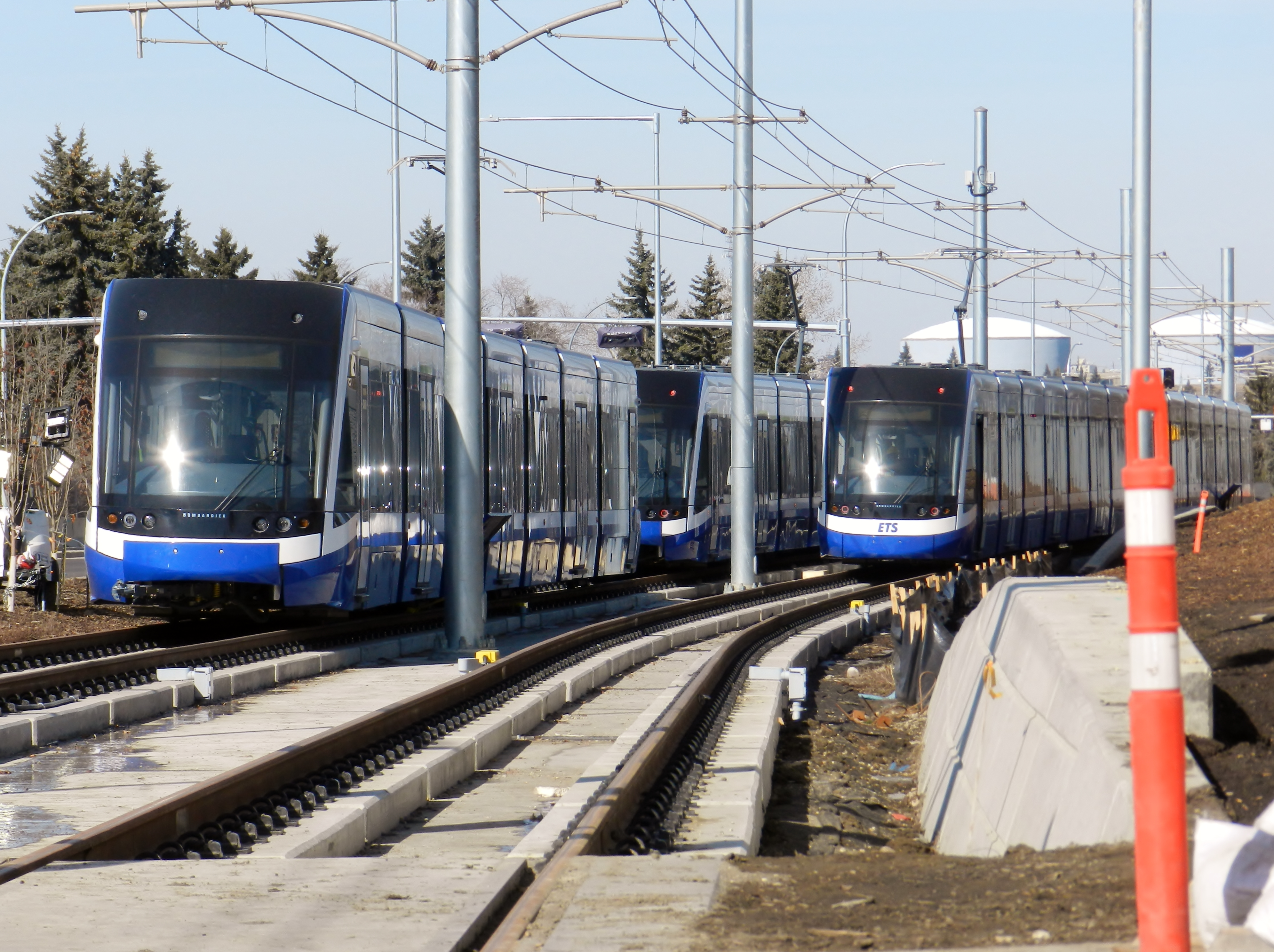
ヴァレー線を走るボンバルディア製車両のフレキシティ・フリーダム

## 路線と駅

### キャピタル線
1978年に開通した最初の路線。クレアビュー駅からセンチュリー・パーク駅までを結び、スタジアム駅を出てダウンタウンに入ると地下鉄となり、グランディン駅を過ぎて、ノースサスカチュワン川の手前で地上に出る。橋を渡ると再び地下に入りユニバーシティー駅を過ぎると地上に出る。
| 駅                                                                               | 営業キロ | 開通年 | 接続路線、施設             | 方式 |
| -------------------------------------------------------------------------------- | -------- | ------ | -------------------------- | ---- |
| クレアビュー駅(Clareview)                                                        | 0.0      | 1981年 |                            | 地上 |
| ベルヴェデル駅(Belvedere)                                                        |          | 1978年 |                            | 地上 |
| コロシアム駅(Coliseum)                                                           |          | 1978年 |                            | 地上 |
| スタジアム駅(Stadium)                                                            |          | 1978年 | コモンウェルス・スタジアム | 地上 |
| チャーチル駅(Churchill)                                                          |          | 1978年 | メトロ線、ヴァレー線       | 地下 |
| セントラル駅(Central)                                                            |          | 1978年 | メトロ線                   | 地下 |
| ベイ/エンタープライズスクエア駅 (Bay/Enterprise Square)                          |          | 1983年 | メトロ線                   | 地下 |
| コロナ駅(Corona)                                                                 |          | 1983年 | メトロ線                   | 地下 |
| グランディン/ガバメントセンター駅(Grandin/Government Centre)                     |          | 1989年 | メトロ線                   | 地下 |
| ユニバーシティー駅(University)                                                   |          | 1992年 | メトロ線、アルバータ大学   | 地下 |
| ヘルス・サイエンシス/ジュビリー駅 (Health Sciences/Jubilee)                      |          | 2006年 | メトロ線、アルバータ大学   | 地上 |
| マッカーナン/ベルグラビア駅(McKernan/Belgravia)                                  |          | 2009年 | メトロ線                   | 地上 |
| サウスキャンパス/フォート・エドモントンパーク駅(South Campus/Fort Edmonton Park) |          | 2009年 | メトロ線、アルバータ大学   | 地上 |
| サウスゲート駅(Southgate)                                                        |          | 2010年 | メトロ線                   | 地上 |
| センチュリー・パーク駅(Century Park)                                             | 21.0     | 2010年 | メトロ線                   | 地上 |

### メトロ線
2015年に開通し新たに3駅が設けられたキャピタル線から北部に伸びる支線。チャーチル駅から先はキャピタル線と直通運転を行う。
| 駅                                                         | 営業キロ | 開通年 | 接続路線、施設                                                    | 方式 |
| ---------------------------------------------------------- | -------- | ------ | ----------------------------------------------------------------- | ---- |
| NAIT駅（NAIT）                                             | 0.0      | 2015年 | 旧エドモントン市中央空港                                          | 地上 |
| キングスウェイ/ロイヤルアレックス駅（Kingsway/Royal Alex） |          | 2015年 |                                                                   | 地上 |
| マキュアン駅（MacEwan）                                    |          | 2015年 | ロジャーズ・プレイス                                              | 地上 |
| チャーチル駅(Churchill)                                    | 3.3      | 1978年 | 以下キャピタル線・センチュリー・パーク駅まで直通運転、 ヴァレー線 | 地下 |

### ヴァレー線
2023年11月4日に開通した路線。エドモントン初の超低床車両のボンバルディア製のフレキシティシリーズのフレキシティ・フリーダムによる運行となる。チャーチル駅でメトロ線、キャピタル線と交差し、ミル・ウッズ駅まで12駅、13.1 kmで構成される（南東路線）。2028年にはウェスト・エドモントン・モール等を結ぶ区間が延伸開業し、総延長27kmの路線となる予定。
| 駅                                             | 営業キロ | 開通年 | 接続路線、施設         | 方式 |
| ---------------------------------------------- | -------- | ------ | ---------------------- | ---- |
| 102ストリート駅(102 Street)                    |          | 2023年 |                        | 地上 |
| チャーチル駅(Churchill)                        |          | 2023年 | メトロ線、キャピタル線 | 地上 |
| クォーターズ駅(Quarters)                       |          | 2023年 |                        | 地上 |
| ムッタート駅(Muttart)                          |          | 2023年 |                        | 地上 |
| ストラサーン駅(Strathearn)                     |          | 2023年 |                        | 地上 |
| ホーリールード駅(Holyrood)                     |          | 2023年 |                        | 地上 |
| ボニー・ドゥーン駅(Bonnie Doon)                |          | 2023年 |                        | 地上 |
| アヴォンモア駅(Avonmore)                       |          | 2023年 |                        | 地上 |
| デイビス駅(Davies)                             |          | 2023年 |                        | 高架 |
| ミルボーン/ウッドベール駅(Millbourne/Woodvale) |          | 2023年 |                        | 地上 |
| グレイ・ナンズ駅(Grey Nuns stop)               |          | 2023年 |                        | 地上 |
| ミル・ウッズ駅(Mill Woods)                     | 13.1     | 2023年 |                        | 地上 |

## ギャラリー

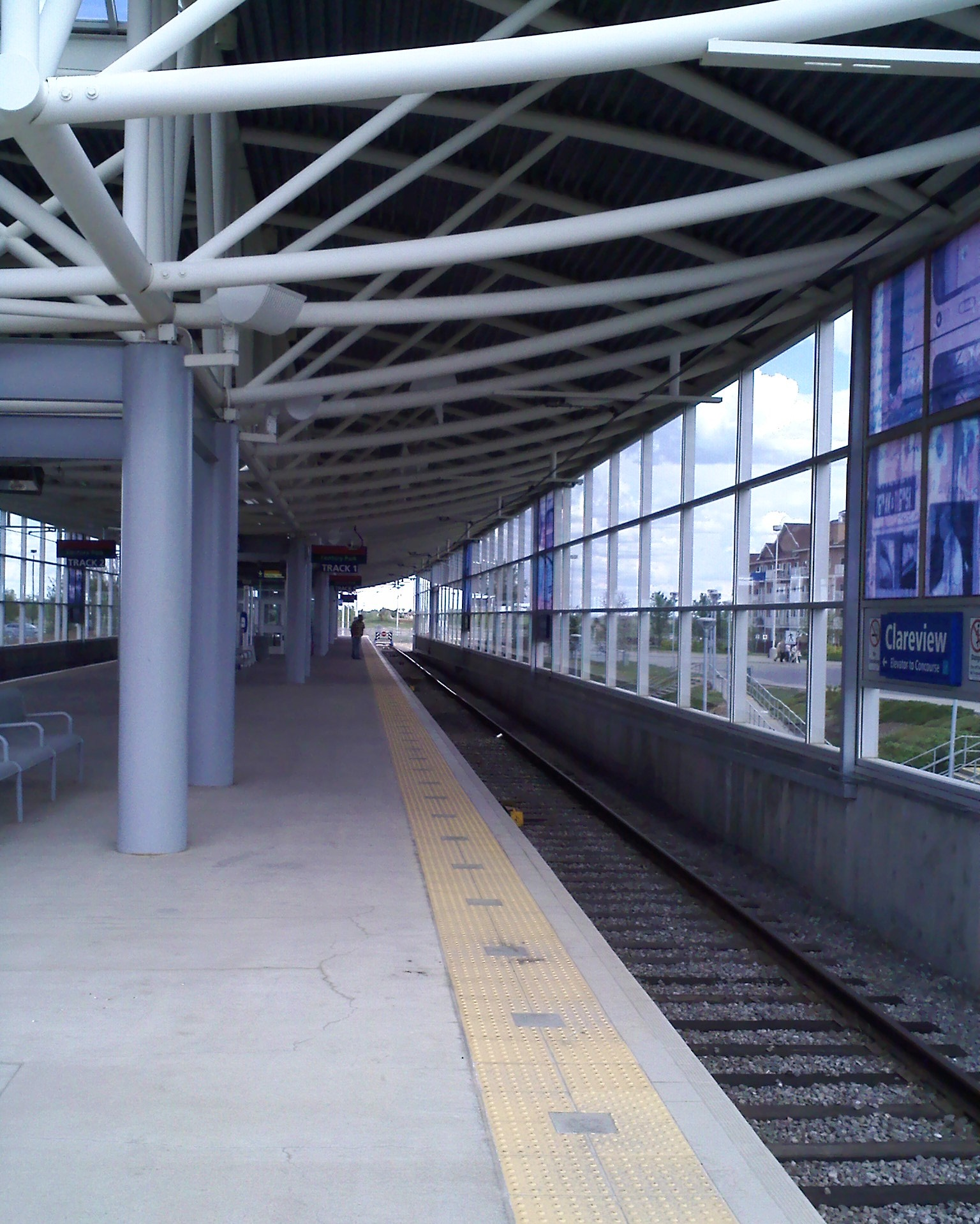
クレアビュー駅
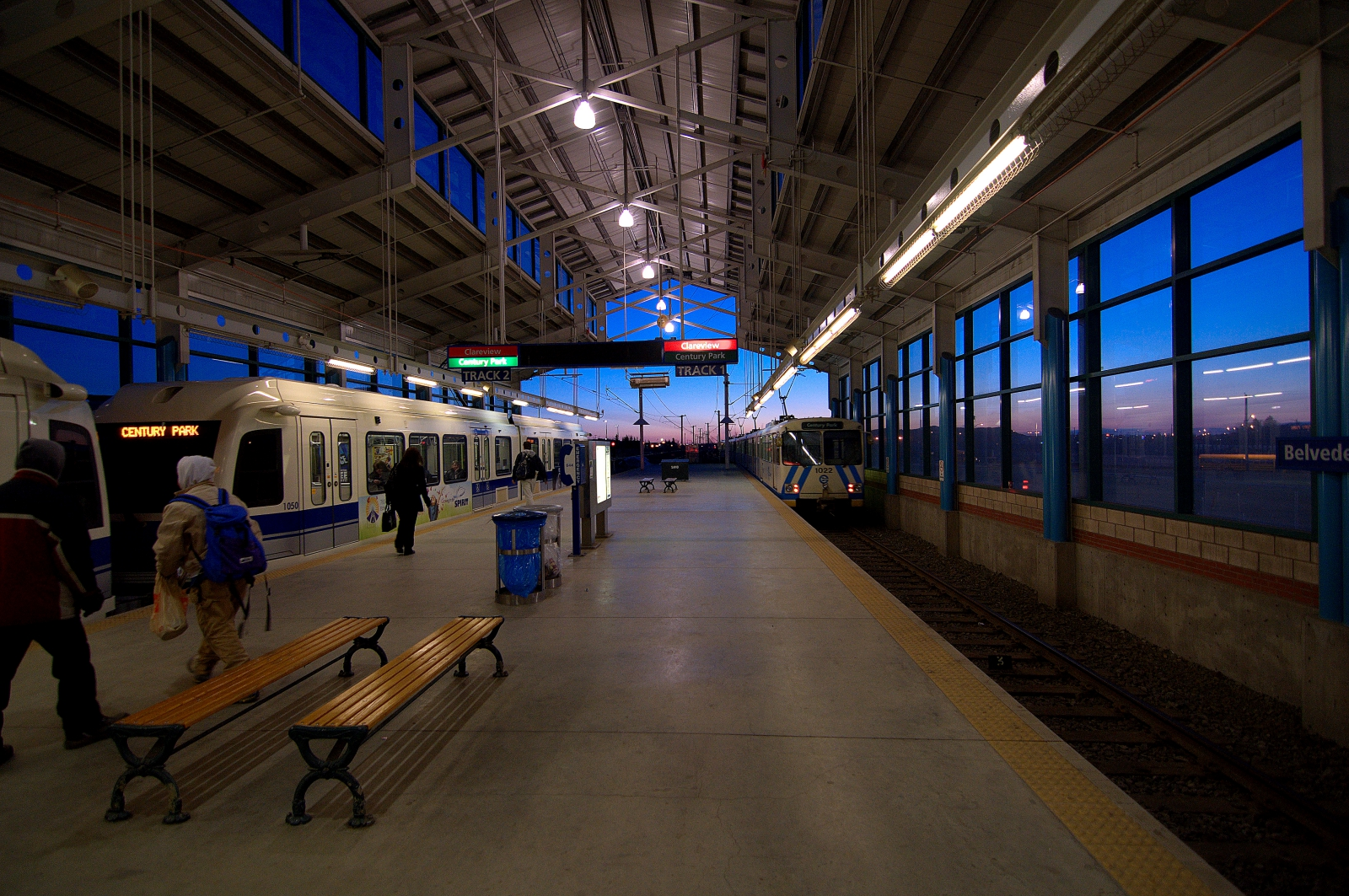
ベルヴェデル駅
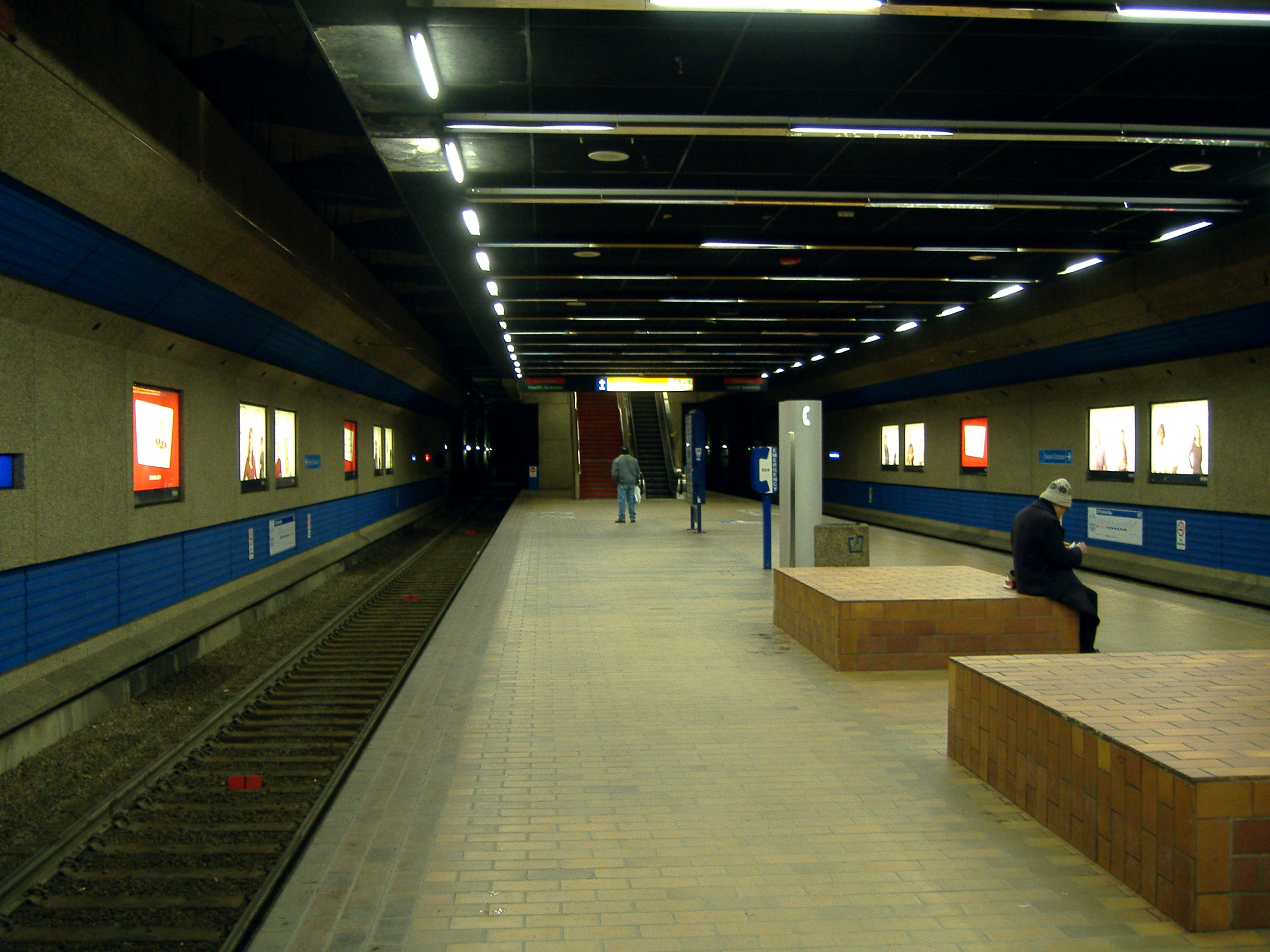
チャーチル駅
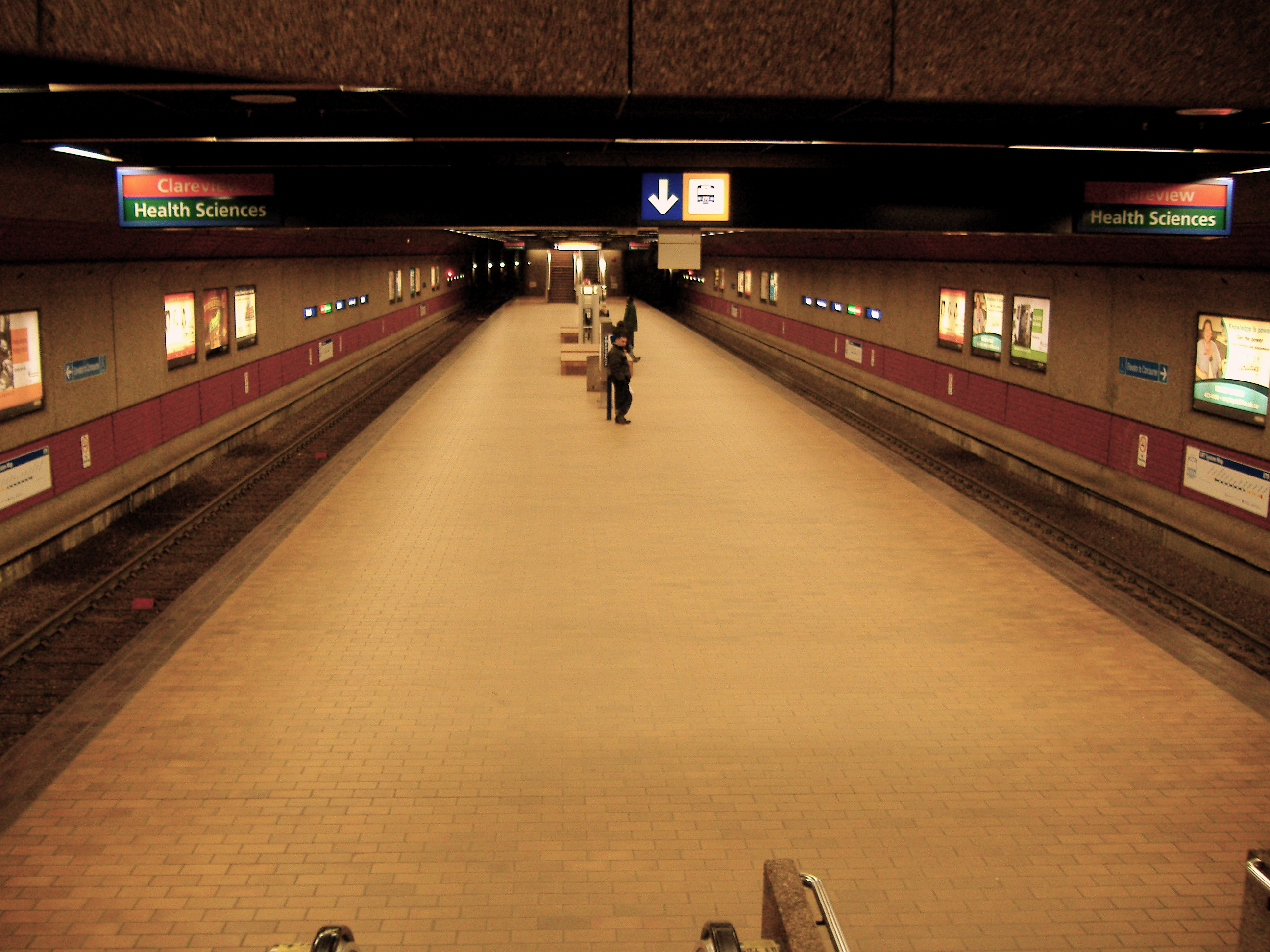
セントラル駅
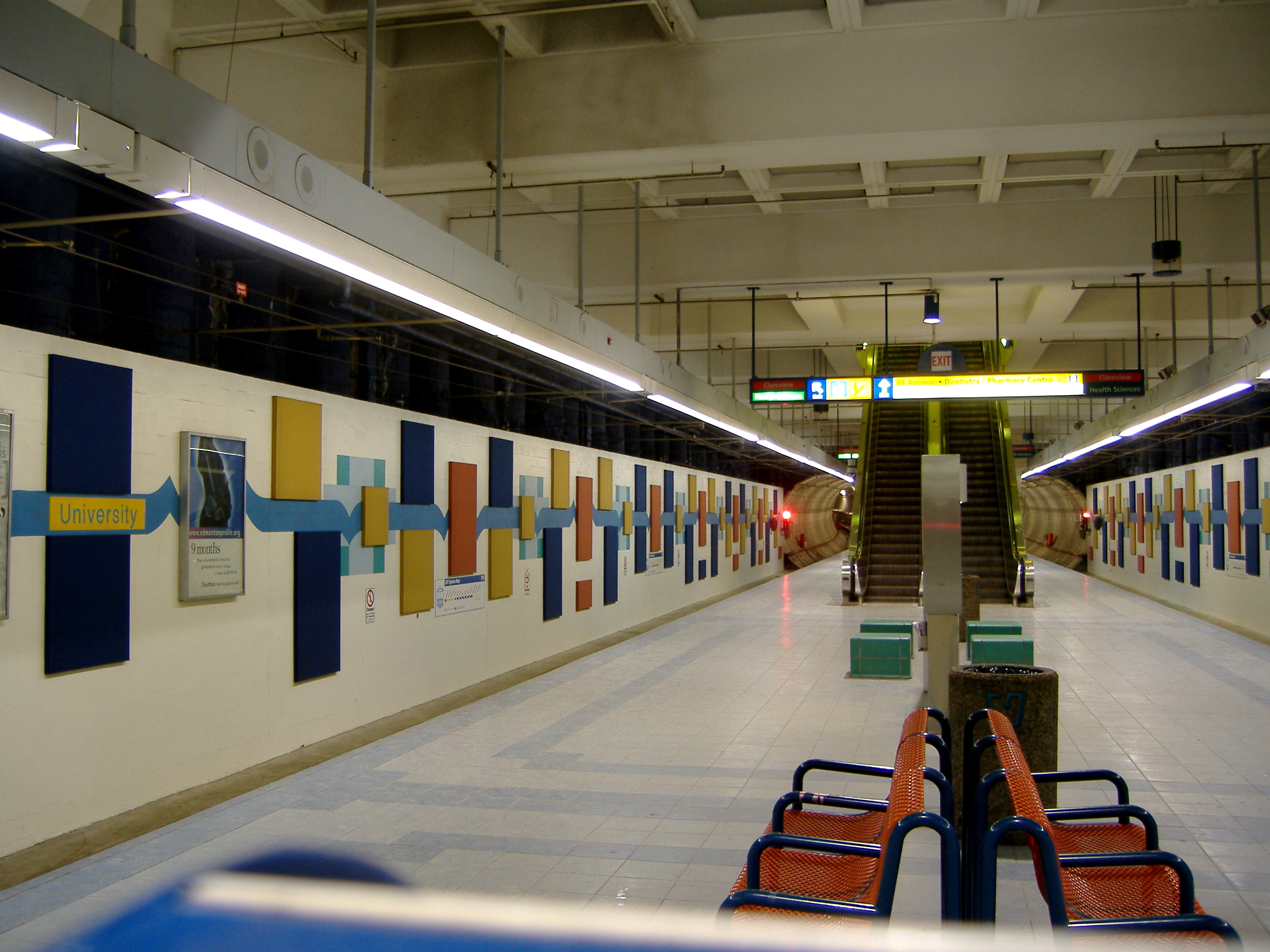
ユニバーシティー駅
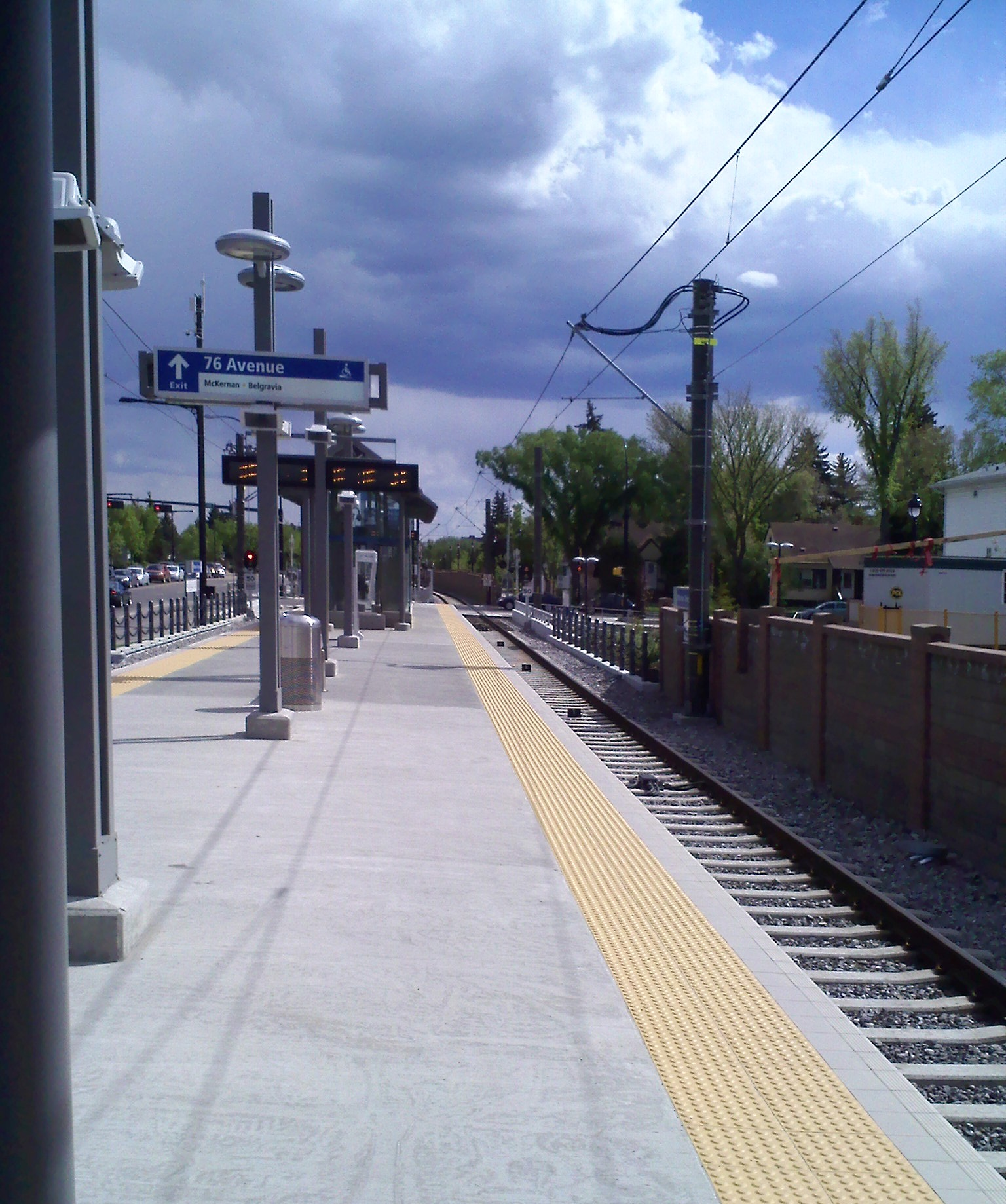
マッカーナン/ベルグラビア駅
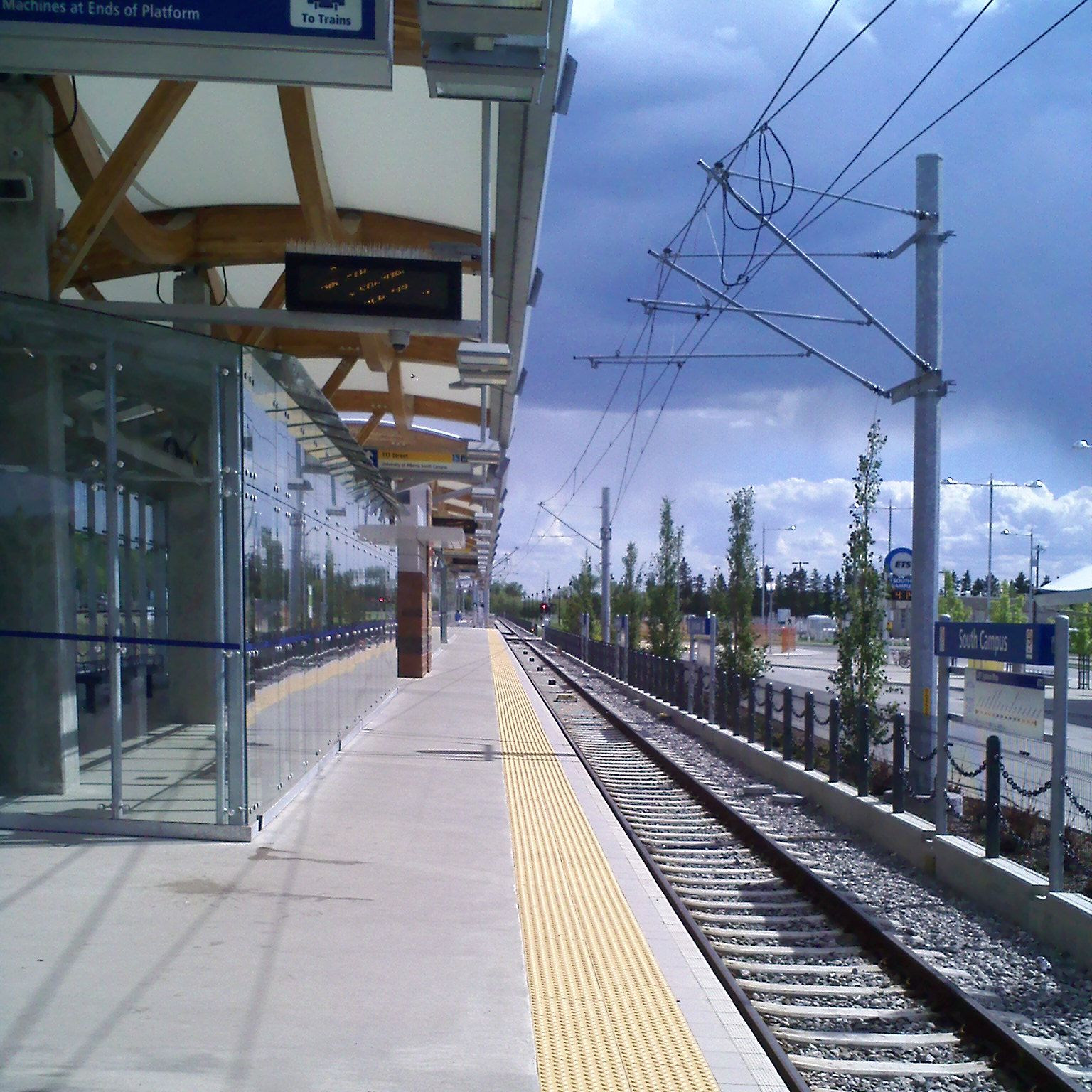
サウスキャンパス/フォート・エドモントンパーク駅
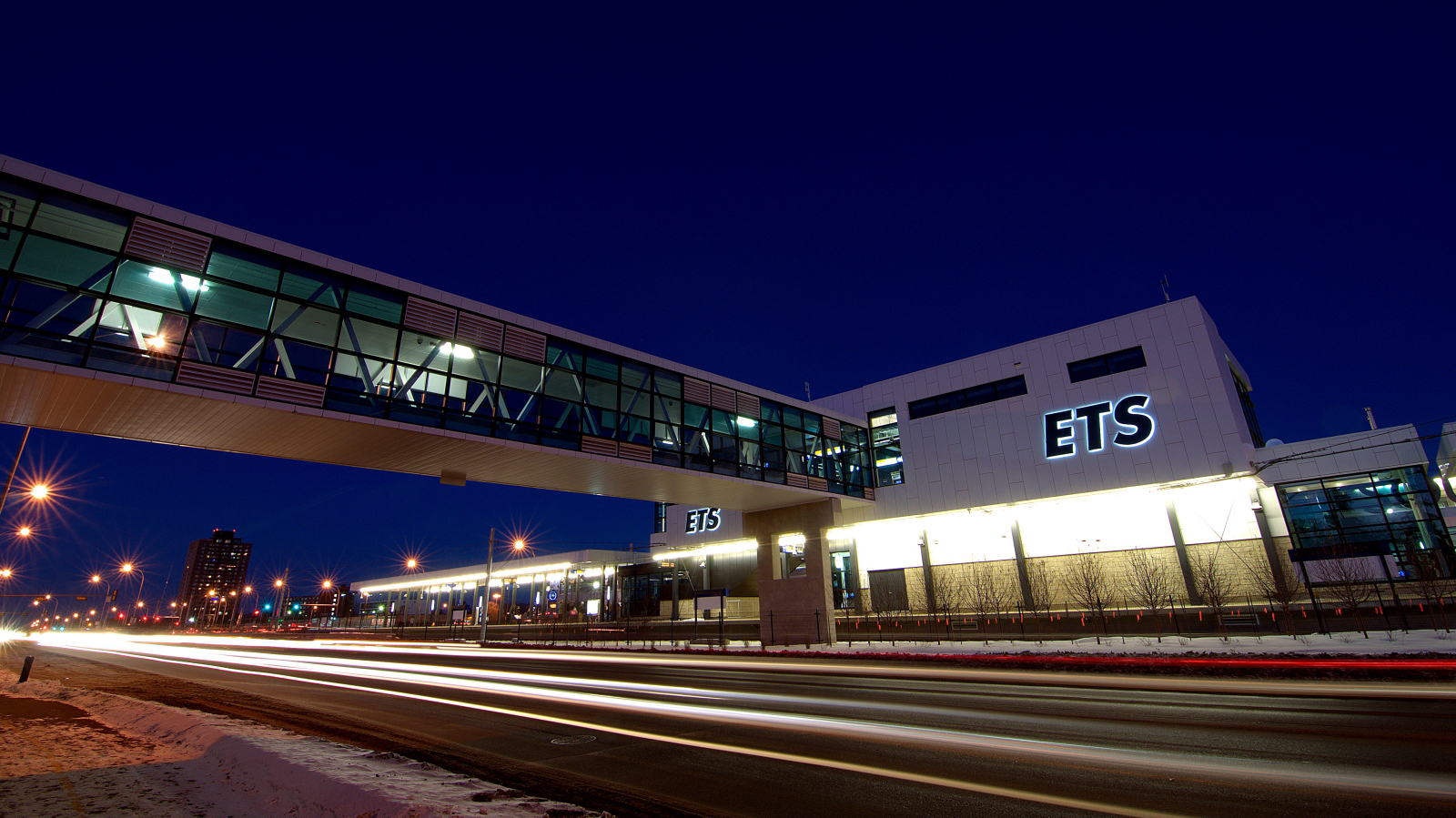
サウスゲート駅
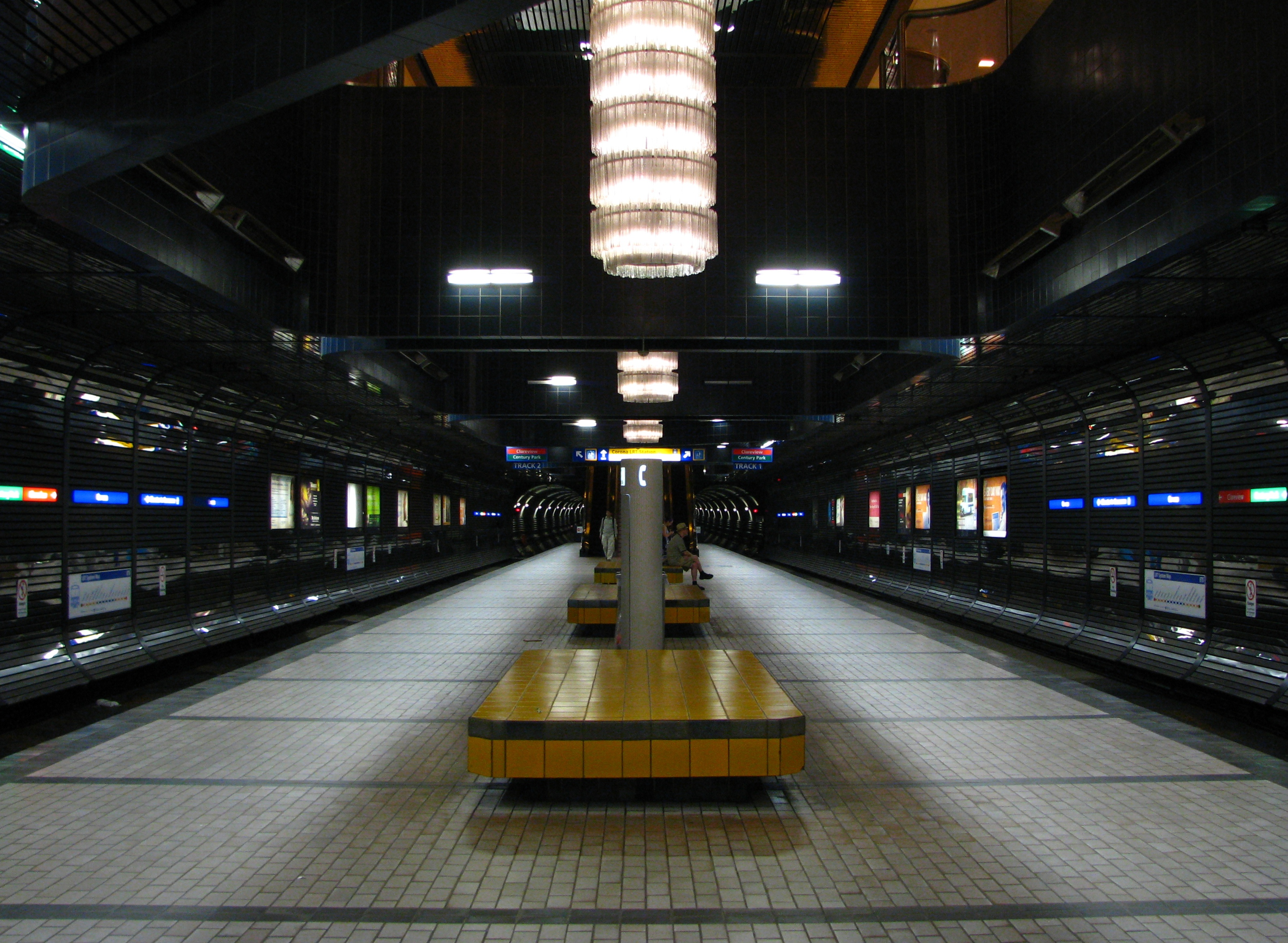
コロナ駅
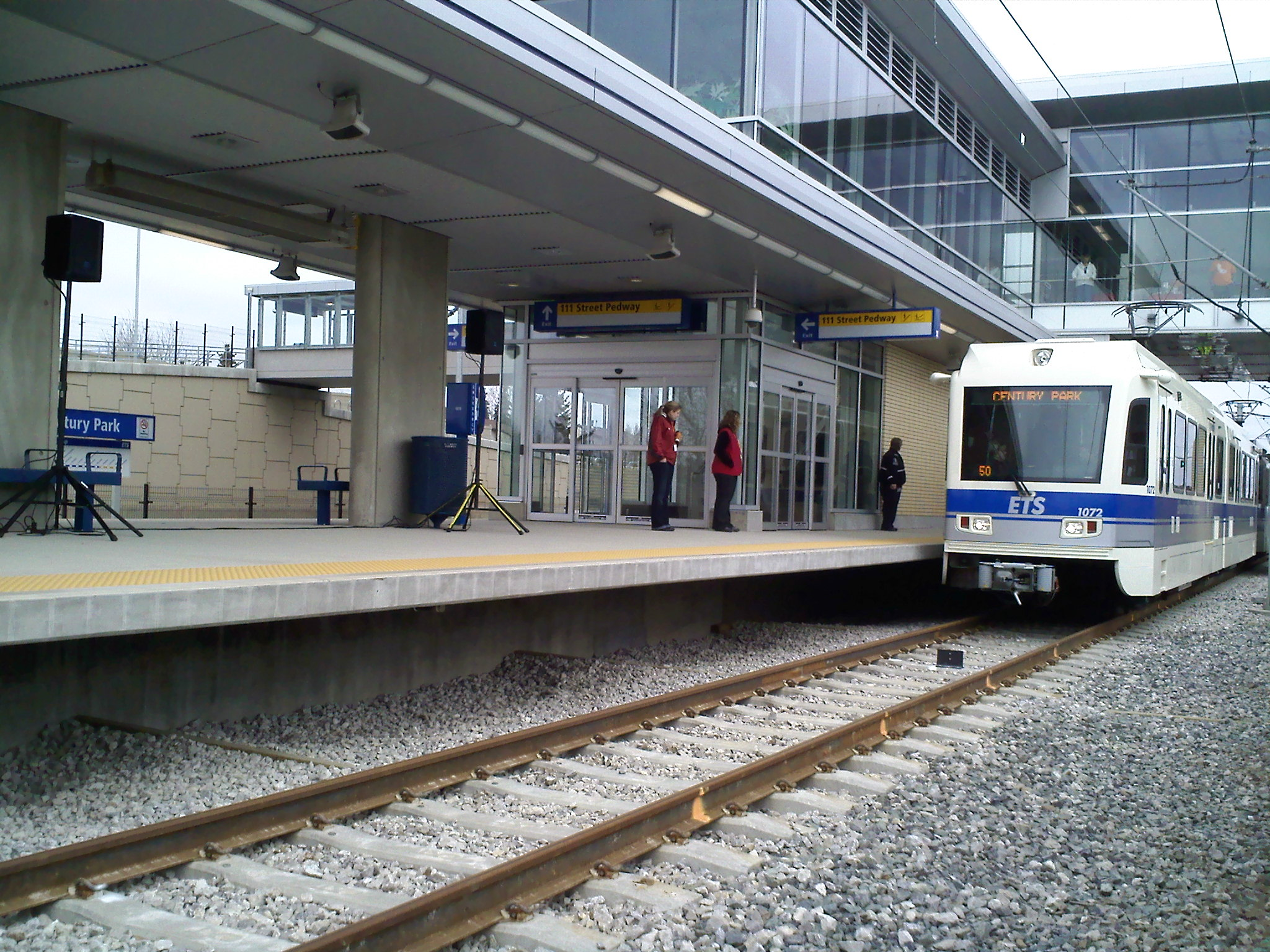
センチュリーパーク駅
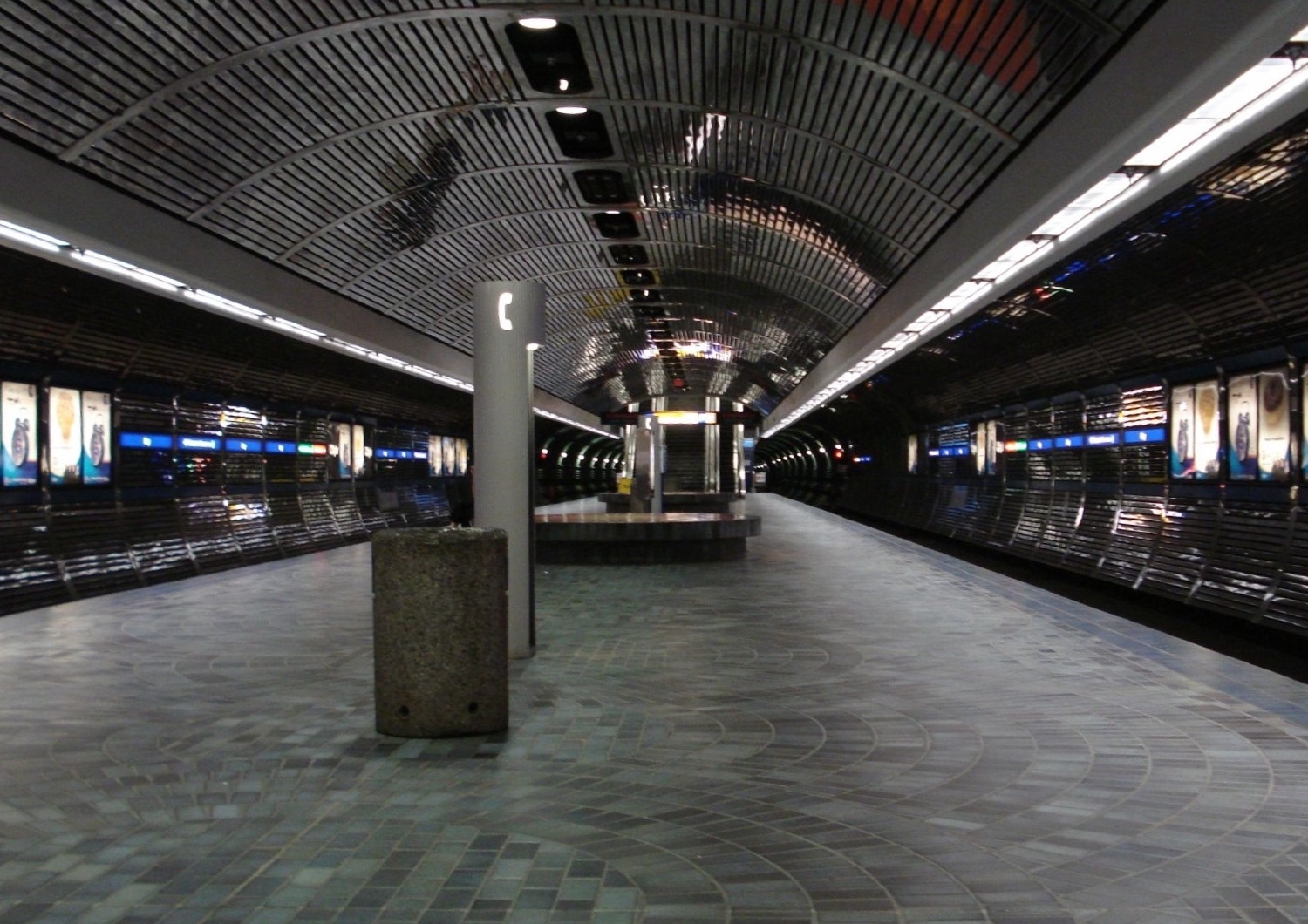
ベイ/エンタープライズスクエア駅
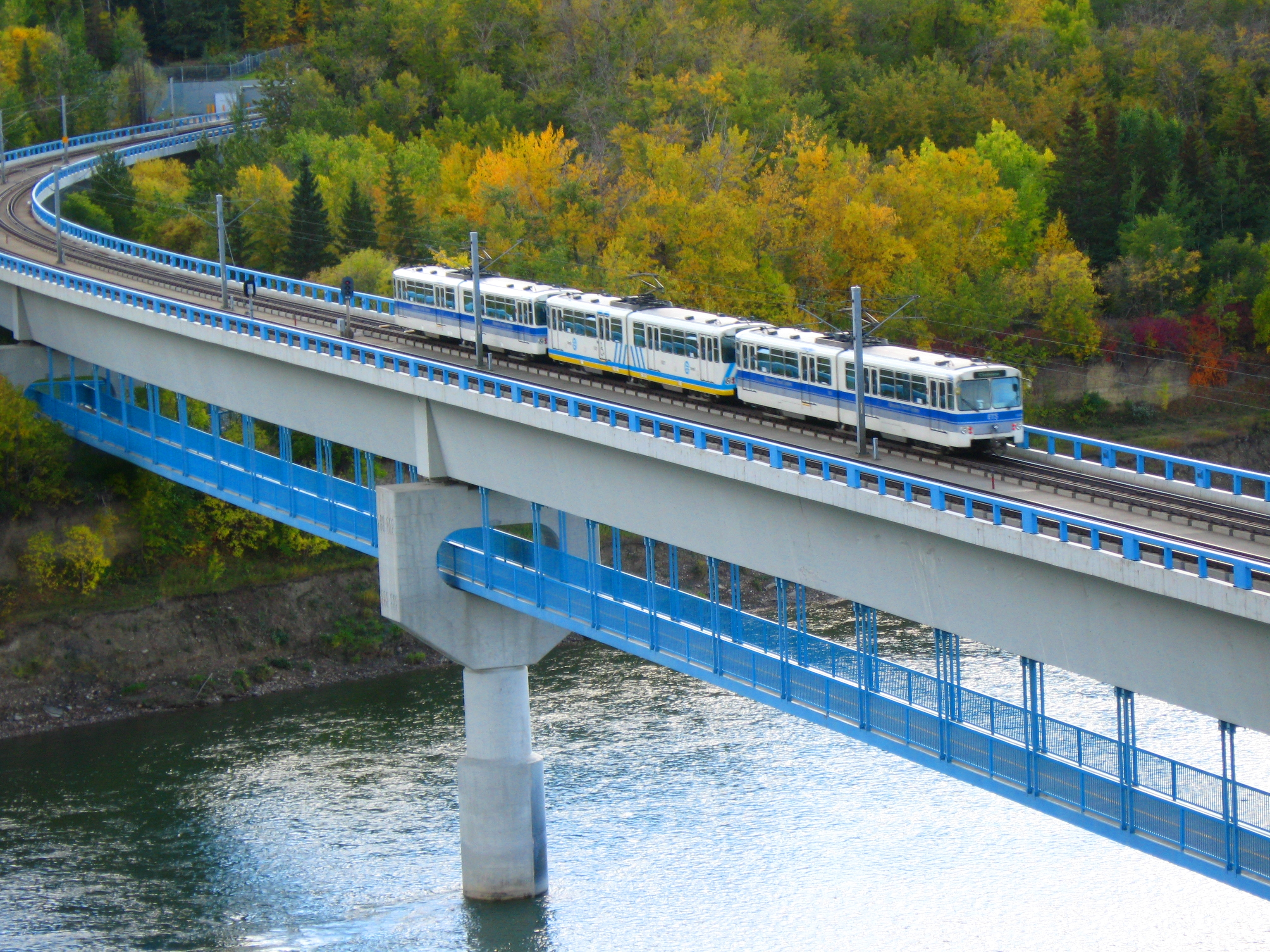
ノースサスカチュワン川を渡るLRT
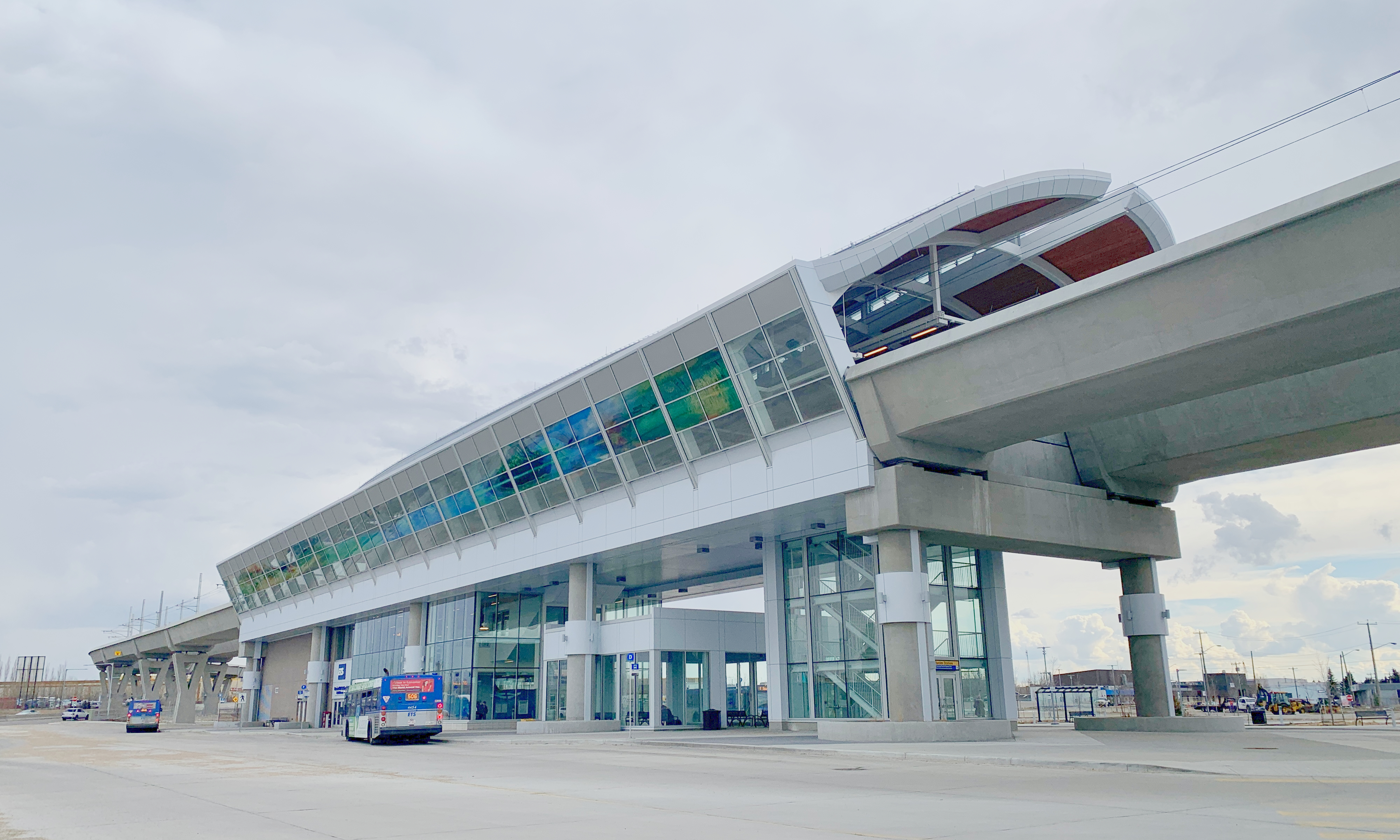
ヴァレー線のデイビーズ駅
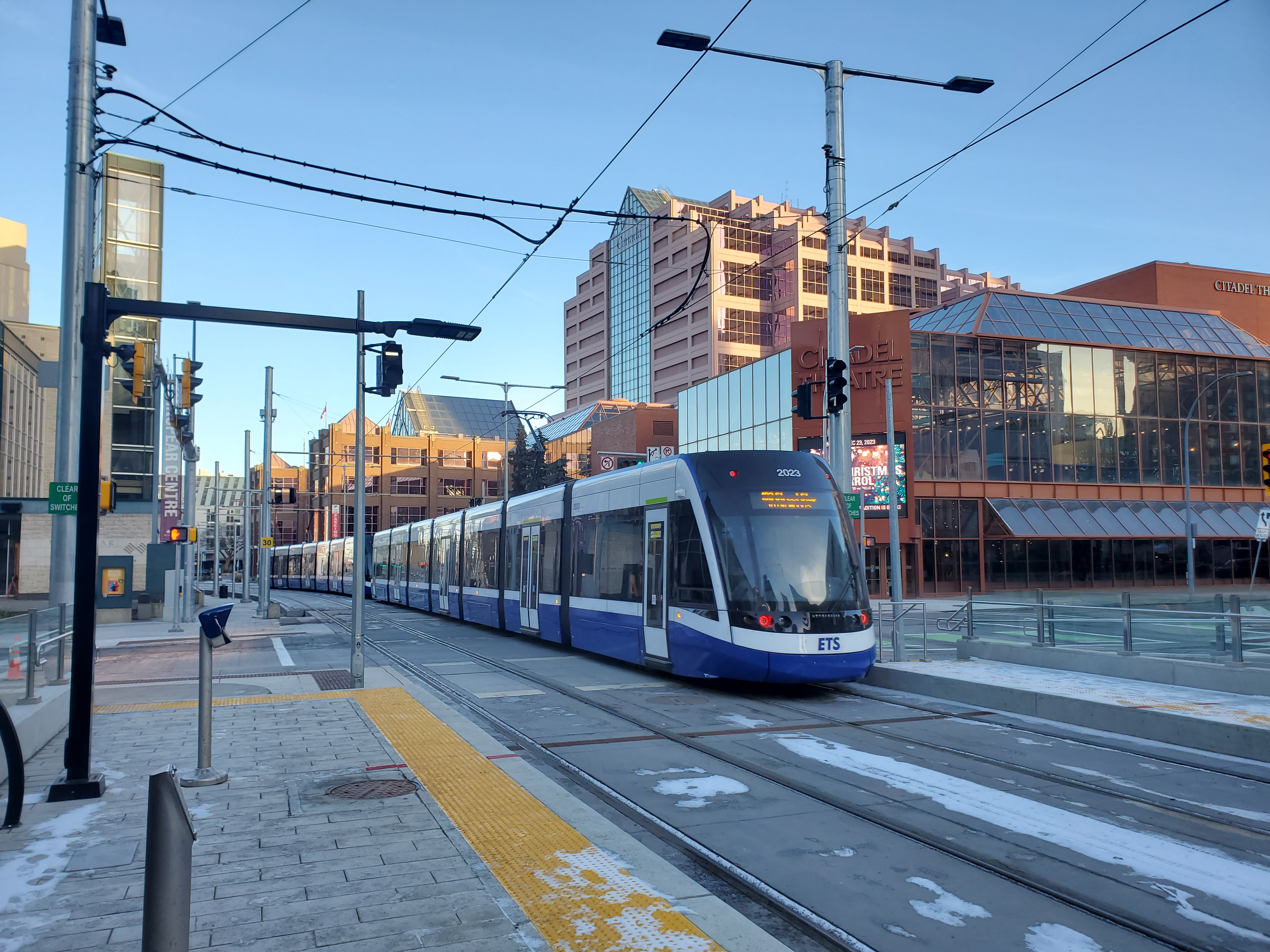
ダウンタウンを走るヴァレー線